# ميخائيل والدمان
ميخائيل والدمان (بالإنجليزية: Michael Waldman)‏ هو محامي وكاتب خطابات أمريكي، ولد في 1960.